# آلن مریام
آلن پارک هرست مریام (۱۹۲۳–۱۹۸۰) (به انگلیسی: Alan Parkhurst Merriam) از چهره‌های شناخته شده موسیقی‌شناسی قومی و انسان‌شناسی اجتماعی بود . او در یکم نوامبر ۱۹۲۳ در شهر میزولا در ایالت مونتانای امریکا، در خانواده ای که در آن موسیقی، ادبیات و تاریخ همواره مورد توجه بود، به دنیا آمد. در سال‌های نوجوانی نواختن کلارینت (قره نی) و پیانو را فراگرفت و از همان دوران با گروه‌های محلی و مدارس ایالت مونتانا و گروه‌های مختلف جز همکاری می‌کرد. پدر او، رئیس دپارتمان انگلیسی دانشگاه ایالتی مونتانا، و مادرش نوازنده حرفه ای ویولنسل بود.
در طی جریان جنگ جهانی دوم در ایتالیا به خدمت نظامی رفت و پس از بازگشت، در رشته موسیقی آغاز به تحصیل کرد. دوره کارشناسی خود را با مطالعه سازهای موسیقی جز به پایان رساند و در سال ۱۹۴۸ از دانشگاه شمال غربی، فارغ‌التحصیل شد.
در سال‌های بعد با پر رنگ تر شدن وجه دیگر موسیقی، یعنی مطالعه انسان شناسانه گونه‌های مختلف موسیقی، اجراهای او کمتر شد اما اشتیاق نواختن را هرگز فراموش نکرد.

## فعالیت‌های پژوهشی
علاقه‌مندی به دانش موسیقی به عنوان یکی از رفتارهای انسانی، مریام را چالش و پژوهش انسان‌شناسانه در میان اقوام مختلف کشاند و بومی‌های مقیم ایالت مونتانا در آمریکا و مناطقی در آفریقای مرکزی را به عنوان زمینه اصلی مطالعات خود انتخاب کرد. او در سال ۱۹۵۰ به مناطق غربی ایالت مونتانا و به میان سرخ پوستان فلت هد (به انگلیسی: Flathead Indians) و در سال‌های ۱۹۵۱ و ۵۲ به کنگوی بلژیکی (سابق) و در سال ۱۹۵۹ به رواندا سفر کرد.
منطقه دوم مورد کاوش مریام، اقوم باسونژی و با آشی در جمهوری دموکراتیک کونگو - که در گذشته زئیر (به انگلیسی: Zaire) نامیده می‌شد - بود. در سالهای ۱۹۵۰ و ۱۹۷۳ قوم بروندی (به انگلیسی: Burundi) را نیز مورد توجه قرار داد. در واقع مانند بسیاری از موسیقی شناسان زمان خود، مریام بر دو منطقه مشخص از جهان متمرکز شده و به‌طور موازی به مطالعه بخش‌های مختلفی از هر دو منطقه پرداخت.
علاوه بر مطالعات مکاشفه ای - تحلیلی در مورد موسیقی اقوام مختلف، مریام از اندیشیدن دربارهٔ موضوعات بنیادین نیز غافل نبود. برای مثال در یکی از مقالات خود با عنوان «طبقه‌بندی زیبایی شناختی در انسان‌شناسی» که با همکاری لینتون فری من نگاشته شد، به موضوع شباهت داشتن و تمایزات در موسیقی و معیار سنجش‌های این مو ضوع پرداخت. یا در مقاله دیگری تحت عنوان " تغییرات موسیقایی در روستای باسونژی " به مسئله تغییرات موسیقی در یک بازه زمانی چهارده ساله پرداخت.
مریام در زمینه پیوند دانش شناخت موسیقی و ارتباط آن با انسان‌شناسی، چالش‌های هدایت کننده بسیار مهمی را شکل داد و در دوران فعالیت‌های آکادمیک و پژوهشی خود در حوزه‌های مختلف فرهنگی آفریقا، بومیان آمریکا و مبانی مطالعاتی موسیقی‌شناسی و موسیقی جز سیاهان آمریکا پژوهش‌های بسیاری را به انجام رساند.
با اینکه آلن مریام در زمان خود یک نو آور به‌شمار می‌رفت اما در مطالعات خود همواره از یک چارچوب مشخص و تبیین شده تبعیت می‌کرد و همیشه نظریات دیگران را به منظور یافتن نکاتی سودمند مورد آزمایش و مطالعه و مقایسه قرار می‌داد. برای مثال در کتاب￼موسیقی‌شناسی سرخ پوستان فلت هد(۱۹۶۷) ،در تحلیل ترانه‌ها، مریام روش‌های مختلف آوا نگاری منشعب از رویکردهای هرن باستل، کولینسکی، هرتسوگ و دنزمور را مورد توجه قرار می‌دهد که پیش تر در مطالعات انجام شده دربارهٔ سرخ پوستان شمال آمریکا از آنها استفاده کرده بود.
مریام در عین اینکه به موسیقی و رویکردهای انسان شناختی علاقه‌مند بود، نسبت به دیگر وجوه اجتماعی اقوام مورد پژوهش نیز بی‌تفاوت نبود. شاهد این امر نیز نوشته‌های مختلف او دربارهٔ موضوعات اجتماعی است. برای مثال در این‌باره می‌توان به کتاب " کنگو، پیش زمینه جدال " اشاره کرد که به مفهوم نزاع و خشونت به عنوان یک مسئله بین‌المللی و سیاسی در جامعه کنگو می‌پردازد. همچنین می‌توان از کتاب " استمرار و تغییرات در فرهنگ‌های آفریقایی " نیز نام برد.
او همچنین موفق به دریافت جایزه گوگنهایم شد.

## فعالیت‌های دانشگاهی
مریام در خاطرات خود بارها به این نکته اشاره کرده‌است که در حیات علمی او آشنایی با ملویل هرسکویتس و ریچارد واتر من نقطه عطفی قابل توجه به‌شمار می‌آید. گفتگوهای سازنده و عمیقی که بین او و این دو فرد به عنوان استادانش شکل می‌گرفته، به او کمک کرد تا مفاهیم انسان‌شناسی و موسیقی‌شناسی را در هم بیامیزد. عنوان رساله دکتری او، " ترانه‌های آیین‌های آفرو - باهیایی :یک مطالعه قوم موسیقی شناسانه " بود؛ که تحت نظارت هرسکویتس به عنوان استاد راهنما و واتر من به عنوان استاد مشاور به انجام رسید.
آلن مریام از سال ۱۹۵۳ در گروه انسان‌شناسی دانشگاه شمال غرب شروع به تدریس کرد و دو سال بعد در جایگاه استاد خود، ریچارد واتر من قرار گرفت. در سال‌های بعد به دانشگاه ایندیانا رفته و از سال ۱۹۶۶ تا ۱۹۶۹ نیز ریاست گروه انسان‌شناسی این دانشگاه را عهده‌دار شد و در سال ۱۹۶۲ از همین دانشگاه، عنوان استاد تمامی را دریافت کرد.گروه انسان‌شناسی دانشگاه ایندیانا بعدها به یکی از مراکز بسیار مهم و مرکزی مطالعات موسیقی‌شناسی قومی تبدیل شد.
وی در سال ۱۹۵۲ به کمک ویلارد رودز و چارلز سیگر انجمن موسیقی‌شناسی قومی را پایه‌گذاری کرد و از سال ۱۹۶۳ تا ۱۹۶۵ شخصاً ریاست این انجمن را برعهده گرفت.

## نظریات مریام
آلن مریام در تمام آثارش آرزو داشت دریابد که مصنوعات موسیقایی یک فرهنگ چگونه پدید می‌آیند و تلاش می‌کرد کارکردهای موسیقی، جمعیت موسیقایی، سازها و نگاه فرهنگ به موسیقی را توصیف کند و می‌کوشید به تمام وجوه موسیقی از جمله مفاهیم، رفتار، حقیقت و اندیشه موسیقایی، نظام‌ها، مسئله تغییرات و غیره بپردازد.. مریام بر اساس تجربه و پژوهش‌های میدانی خود نظریه و مدل سه وجهی مشخصی را برای مطالعات موسیقی‌شناسی اقوام و براساس یک ایده مرکزی یعنی مطالعه موسیقی در فرهنگ ارائه داد که البته در مطالعات نخستین خود این مورد را به شکل موسیقی به مثابه فرهنگ معرفی می‌کرد.
مدل مطالعاتی و پیشنهادی مریام برای مطالعه گونه‌های مختلف موسیقی اقوام مختلف این بود که برای شناخت یک موسیقی در فرهنگ، آن موسیقی باید در سه سطح تحلیلی متفاوت مورد مطالعه قرار بگیرد: مفهوم پردازی، شناخت رفتار انسان‌ها در برابر موسیقی و تحلیل عناصر صوتی. کتاب مشهور او، انسان‌شناسی موسیقی، روندی از درهم تنیدگی وجوه مختلف این سه موضوع را به تصویر می‌کشد.

## آثار مریام
در کارنامه علمی آلن مریام، بیش از ۳۰۰ عنوان مقاله، کتاب، مقاله مروری، کتاب‌شناسی، دفترچه‌های آلبوم صوتی و نوشته‌های مختلف در معرفی و بزرگداشت دیگر پژوهشگران به چشم می‌خورد.
کارولین کارد و کارل راکونن در سال ۱۹۸۲، یعنی دو سال پس از مرگ مریام کتاب‌شناسی و کلیه آثار صوتی منتشر شده او را در شماره ۲۶ مجله سالنامه موسیقی‌شناسی قومی منتشر کردند.
از میان آثار او می‌توان به کتاب‌هایی مانند انسان‌شناسی موسیقی (۱۹۶۴)، موسیقی‌شناسی قومی سرخ پوستان فلت هد (۱۹۶۷)، موسیقی آفریقایی(۱۹۷۰)، کتاب‌شناسی جز(۱۹۵۴) و غیره و نیز مقالات متعدد در مورد موسیقی جز سیاهان آمریکا و آلبوم‌های صوتی متعدد از موسیقی بومی‌های آفریقا و آمریکا به همراه دفترچه‌های توضیحی اشاره کرد.یکی از مقالات مهم مریام، " استفاده از موسیقی در مطالعه مسئله فرهنگ پذیری " است که در این مقاله مفهوم و مسئله هماهنگ سازی (به انگلیسی :synchronization) که قبلاً توسط هرسکویتس و واترمن به شکل قابل توجهی گسترش یافته بود، مطرح شد.
او با تألیف کتاب انسان‌شناسی موسیقی در سال ۱۹۶۴، گامی بزرگ و سرنوشت ساز را در راستای تعریف، توصیف و تبیین اهداف موسیقی‌شناسی قومی و شناخت ماهیت آن و بررسی آن از زوایای مختلف برداشت. این کتاب با گذشت بیش از ۵۰ سال از تألیف خود، همچنان از منابع مهم درسی در دانشگاه‌های معتبر سراسر دنیا به‌شمار می‌آید.

## مرگ
آلن مریام در چهاردهم مارس ۱۹۸۰ در سن ۵۶ سالگی، درسانحه سقوط هوایی پرواز شماره ۰۰۷ هواپیمایی LOT لهستان در نزدیکی فرودگاه شوپن ، ورشو ،لهستان از دنیا رفت.
درگذشت او برای تمامی اطرافیان و به ویژه موسیقی شناسانی که در پی ذهنیت و شناخت او از حوزه‌های مشترک موسیقی و انسان‌شناسی بودند، بسیار ناگوار بود. بسیاری از همکاران و دوستان او دربارهٔ حیات فردی و اجتماعی مریام نوشته‌هایی را پس از درگذشت او منتشر کردند. برونو نتل دربارهٔ در گذشت او نوشت:
بیشتر جامعه اتنو موزیکولوژی به نام آلن مریام شناخته می‌شد… او در حیات خود مأموریتی داشت و متعهدانه برای پیروز شدن بر دشواری‌ها تلاش می‌کرد. زمانی که من خبر غم‌انگیز رفتن او را شنیدم، برایم روشن شد که زندگی گاه می‌تواند تقلیدی از اسطوره‌ها باشد.

## مریام از نگاه دیگران
نتل نوشته مفصل دیگری را دربارهٔ مریام در سال ۱۹۸۲ نوشت:
« آلن اهمیت زیادی برای آدم‌ها قائل بود، از خانواده اش گرفته تا دانشجویان، آموزگاران و افراد آگاه دیگر. برخلاف ظاهر جدی اش، در واقع بسیار احساساتی بود… خود را حلقه ای در زنجیره پژوهشگران می‌دانست… در قلب و در نوشته‌هایش برای درگذشت دوستانی که در میان مردم فلت هد داشت، سوگواری می‌کرد. او عاشق گفتگو بود. همواره می‌شد با او بحث کرد و این بحث‌ها همیشه لذت بخش بود.. او هیئت‌های برنامه‌ریزی را ملامت می‌کرد که چرا برای تعاملات شخصی زمان خاصی را در نظر نمی‌گیرند و معمولاً پس از جلسات برای همکارانش می‌نوشت: چرا تشریف نیاوردید؟ یا چرا حضورتان کمرنگ بود؟ او دغدغه مردمی را داشت که نمی‌شناخت و تا جایی که می‌توانست در زمینه رفتار منصفانه با اقلیت‌ها در کشور، رفتار مناسب با مردم کشورهای جهان سوم توسط کشورهای صنعتی و نیز تعلیم و تربیت دانشجویان و پژوهشگران جوان تلاش می‌کرد. او کاملاً متوجه بود که ما دربارهٔ موسیقی دان‌ها و مخاطبین موسیقی به پژوهش می‌پردازیم و این فروتنی را داشت که آنها را آموزگاران خود بنامد و همواره در درس گفتارهای خود از آنان تقدیر و تشکرکند. اما در کنار تمامی این مسائل، انسجام فکری همواره برای او ارزش اصلی بود. ارزشی که اجازه نمی‌داد هرگز تحت تأثیر مسائل جانبی قرار بگیرد و با اینکه در رفتار با دیگران بسیار رئوف بود، در مسائل فکری بسیار جدی و دقیق بود. بخش اعظم زندگی او را پژوهش تشکیل می‌داد اما در عین حال از خیلی چیزها لذت می‌برد. همواره موسیقی جز را دوست داشت و بسیاری از سبک‌های هنری غربی و غیر غربی را نیز می‌پسندید و شناختن آدم‌ها بسیار برایش جالب بود. او از طرفداران پرو پا قرص ورزش بود؛ و حتی گاهی در جلسات انجمن شکوه می‌کرد که مجبور شده‌است تماشای مسابقه فوتبال را از دست بدهد. کوه‌نوردی و سفر با کوله پشتی را بسیار دوست داشت. آلن، برای من به عنوان شهروندی که تابعیت این کشور درآمده، نمونه بارز یک آمریکایی بود. با آن کلاه سفید گویی در یک فیلم وسترن زندگی می‌کرد: دیالوگ خود را می‌گفت و قضاوت را به عهده بیننده می‌گذاشت. بسیار شوخ‌طبع بود، اما این باعث نمی‌شد که از حماقت، تخطی و بی وفایی عصبانی نشود. از بین تمام نقاطی که در دنیا دیده بود، ایالت مونتانا را از همه بیشتر دوست داشت و آنرا خانه خود می‌دانست. شیفته تابستان‌های پارک ملی گلیشر بود، جایی که از نزدیک آنرا می‌شناخت و ساعت‌ها گشت و گذارهای بعد از ظهرهای ماه ژوئیه او در آن تعریف می‌شد. ما و کسانی که در حوزه موسیقی‌شناسی قومی کار می‌کنیم، یکی از بزرگترین رهبران خود را ازدست دادیم. کسی که در مشکلات می‌شد روی کمک‌هایش حساب کرد و همیشه از او انتظار پاسخ‌های صادقانه داشت. مردانه دست می‌داد و افکار منطقی خود را به صراحت بیان می‌کرد. همیشه پیشرو بود و با متانت و اطمینان پیش می‌رفت. وقتی در روز چهاردهم مارس از مرگ او باخبر شدم، همان حسی را داشتم که در روز مرگ کندی در سال ۱۹۶۳ به من دست داده بود. »
فرانک گیلیس یکی دیگر اعضای انجمن موسیقی‌شناسی قومی، او را یکی از رهبران حرکت‌های علمی در موسیقی‌شناسی قومی خوانده و دربارهٔ مریام نوشته‌است:
برای بسیاری از ما، پذیرش این واقعیت که آلن پ. مریام، یکی از تأثیر گذارترین اعضای انجمن دیگر در مسائل مربوط به امور اجتماعی نقش نداشته باشد، بسیار دشوار است. او بیش از نیمی از زندگی خود را صرف جهت دادن به جامعه خود کرد.